# 동성중학교 (경기)
동성중학교(東城中學校)는 대한민국 경기도 수원시 팔달구 우만동에 있는 공립 중학교이다.

## 학교 연혁
- 1985년 12월 5일 : 동성여자중학교 설립 인가 (30학급)
- 1986년 3월 1일 : 초대 김학두 교장 취임
- 1986년 3월 5일 : 제1회 신입생 입학 (10학급 배정, 650명)
- 1986년 8월 25일 : 본관 10개 교실 증축 공사 준공
- 2005년 3월 1일 : 동성여자중학교에서 동성중학교로 교명 변경
- 2005년 10월 26일 : 솔샘터 개관
- 2022년 3월 1일 : 제11대 김광래 교장 취임
- 2023년 12월 29일 : 제36회 졸업생 졸업 (7학급 206명)
- 2024년 3월 4일 : 제39회 입학생 (6학급 155명)

## 참고 자료
- 동성중학교 - 한국교육학술정보원 학교알리미